# Ягнило
Ягнило (болг. Ягнило) — село в Болгарии. Находится в Варненской области, входит в общину Ветрино. Население составляет 286 человек.

## Политическая ситуация
В местном кметстве Ягнило, в состав которого входит Ягнило, должность кмета (старосты) исполняет Венко Атанасов Костадинов (Союз демократических сил (СДС)) по результатам выборов правления кметства.
Кмет (мэр) общины Ветрино — Георги Димитров Андреев (Граждане за европейское развитие Болгарии (ГЕРБ)) по результатам выборов в правление общины.

## История
Турецкое название деревни Яйла. До 1885 года население деревни только турки. Болгары прибыли сюда из Анатолии, в 1885 году. Далее турки эмигрировали в Турцию и теперь большинство населения — болгары. Турки только около 15 семьей.